# Чернижная (гора, Свердловская область)
Черни́жная — лесистая гора на Среднем Урале, в Невьянском районе Свердловской области.

## Наименование
Название горы — Чернижная (в связи с особенностями произношения слова Черничная) — пошло от обилия здесь в прошлом ягод черники, что подтверждают старожилы.

## География
Гора Чернижная расположена в глухой лесистой местности Уральских гор, вдали от населённых пунктов. Ближайшие населённые пункты — село Таватуй и посёлок Аять — расположены приблизительно в 6,5 и в 9 километрах от вершины по прямой соответственно. Гора окружена сосново-берёзовым лесом. Высота вершины — 508,2 метра над уровнем моря. Из ближайших гор выше только Листвяная гора (517 м), расположенная южнее. Расстояния между вершинами Чернижной и Листвяной — 8,8 километра.
В окрестностях Чернижной горы проходит водораздел Уральских гор, поэтому на её склонах начинаются реки и ручьи, являющиеся притоками как рек бассейна Волги: Большой Ржавец, Шибатин Лог, так и бассейна Оби: Кырман и другие.
На южном склоне Чернижной проходит граница между двумя административно-территориальными единицами Свердловской области: Невьянским районом и городом областного подчинения Первоуральском. Административной границе соответствует граница между двумя муниципальными образованиями: Невьянским муниципальным округом и муниципальным округом Первоуральск.